# Cheng Chang Ho
Dans ce nom coréen, le nom de famille, Cheng, précède le nom personnel.
Pour les articles homonymes, voir Cheng.
Cheng Chang Ho, aussi connu sous le nom de Chung Chang-wha (en chosŏn'gŭl : 정창화 et en hanja : 鄭昌和) est un réalisateur coréen essentiellement connu en Occident pour les films qu'il a réalisés à Hong Kong au début des années 1970, notamment La Main de fer. Spécialiste du film de genre, il se distingue en particulier dans les films historiques et d'action (il est ainsi surnommé « le Parrain du cinéma d'action coréen »), mais réalisait aussi des comédies et des mélodrames.

## Biographie
Né en 1928 dans l'empire japonais, Cheng Chang Ho réalise son premier film qui sort en 1951 dans le circuit indépendant, avant de rejoindre un grand studio l'année suivante. Il réalise une quarantaine de films en Corée, dont Jipyoengseon (1961) pour lequel il remporte un prix coréen du meilleur réalisateur, jusqu'en 1968 où il entre à la Shaw Brothers de Hong-kong. En 1973 il rejoint le studio concurrent Golden Harvest, avant de revenir en Corée en 1978.

## Filmographie partielle
- 1958 : L'Île de l'amour tragique
- 1961 : Jipyoengseon
- 1969 : La Diablesse aux mille visages
- 1970 : Heads for Sale
- 1972 : La Main de fer
- 1974 : The Skyhawk
- 1977 : Broken Oath
- 1983 : Les Cinq Foudroyants de Shaolin (producteur)